# Хёгшё
Хёгшё (швед. Högsjö socken) — деревня в провинции Онгерманланд, Швеция.
Площадь 224 квадратных километра, из которых 210,90 занято под жилую застройку. В 2000 году было зарегистрировано 1791 жителей. Это население посёлков Рамвик и Утансе и деревни Хёгшё. Также на территории расположены старая и новая церковь.
Этот населённый пункт был образован 12 ноября 1845 года, после муниципальной реформы 1862 года. Некоторое время Хёгше также была местом обитания представителей саамского народа. Окрестности деревни были одним из центральных мест зимовки оленей, принадлежащих их племенам. В окрестностях Хёгшё недалеко от Рамшё сохранились остатки домов, где жили саамы. Последним их представителем, обитавшим на той земле, был Нильс Нильссон Бургстрём (род. 29 июля 1855) со своей семьёй.

## Известные уроженцы жители
- Турбьёрн Фельдин (1926—2016) — шведский политик, премьер-министр страны[6]
- Карл Аксель Бьорклунд (1906—1986) — второй супруг принцессы Стефании Виндиш-Грец[англ.], зять Елизаветы Марии Австрийской[7]
- Кент Харрског[англ.] (род. 1944) — генерал-майор в отставке, командующий ВВС Швеции с 1994 по 1998 год. Провёл в Хёгше детство и юность[8]